# 阿尔巴日
阿尔巴日（羅馬化：Arbazh）是俄罗斯基洛夫州的市级镇、阿尔巴日区行政中心，位于卡马河流域内皮日马河支流舒万河（Шуван）畔，地处基洛夫州西南部，在州府基洛夫西南方。
该地2021年人口有2,821人；2010年人口3,563；2002年人口4,067；1989年人口4,927。